# Řízení mimo přenosový kanál
Řízení mimo přenosový kanál (anglicky Out-of-band control) je vlastnost síťových protokolů, která znamená, že řídicí data se přenášejí jiným kanálem (například jiným spojením) než hlavní (uživatelská) data.
Příkladem protokolu, který používá řízení mimo přenosový kanál, je File Transfer Protocol (FTP). FTP přenáší řídicí informace, jako je identifikace uživatele, heslo a příkazy get nebo put jedním spojením, a datové soubory jiným spojením.